# 24 липня
24 липня — 205-й день (206-й у високосні роки) року за Григоріанським календарем. До кінця року залишається 160 днів.

## Свята і пам'ятні дні

### Міжнародні
- Міжнародний день турботи про себе. (International Self-Care Day)
- Міжнародний день Липовини (сорт винограду)

### Національні
- Вануату: День дітей.
- Фіджі: День конституції.
- Еквадор: День Симона Болівара.
- Венесуела: День військово-морського флоту.
- Польща: День поліції.

### Релігійні

#### Християнство
Католицизм
- День Святої Христини Тирської, мучениці.
- День Святого Деклана Ардморського, ірландського єпископа.
- День Святих Мучеників Бориса і Гліба, Принців Русі.
- День Святої Христини Дивовижної, юродивої.
- День Святої Кунегунди, Принцеси Русі.
- День Святого Шарбеля.

Блаженні:
- День Блаженної Марії Пілар і Святого Франциска Борджіа, мучениці.

 Православ'я
- Мучениці Христини.
- Мучеників благовірних князів Бориса і Гліба, у святому хрещенні Романа і Давида.
- Преподобного Полікарпа, архімандрита Києво-Печерського.

#### Мормонізм
- День піонерії.

### Іменини
- Православ'я: Борис, Гліб, Христина[1]

## Події
- 1015 — у боротьбі за київський престол вбито князя Бориса, одного із перших руських святих.
- 1198 — німецькі хрестоносці розбили лівів-язичників у битві при Ризькій горі.
- 1534 — французька експедиція Жака Картьє досягла гирла річки Святого Лаврентія (Канада).
- 1623 — похід флотилії гетьмана Михайла Дорошенка до Керченської протоки[2].
- 1751 — сенат видав указ про підпорядкування Коша Запорозької Січі гетьманові й надіслав його до канцелярії К. Розумовського.
- 1791 — члени опозиційного крила якобінської партії позбавлені французького громадянства своїми однопартійцями.
- 1911 — американський археолог Хайрам Бінґем відкрив в Перу «втрачене місто» Імперії Інків Мачу-Пікчу.
- 1918 — гетьман Павло Скоропадський затвердив закони про загальну військову повинність і кримінальну відповідальність за перевищення максимально встановлених цін і спекуляцію.
- 1923 — під час мирної конференції у Лозанні (1922—1923 рр.) підписано мирний договір, згідно з яким встановлювалися кордони Туреччини в Європі та Малій Азії.
- 1945 — на Потсдамській конференції президент США Трумен Гаррі повідомив Сталіна про створення «надзвичайно потужної зброї» — ядерної бомби.
- 1950 — перший запуск із мису Канаверал ракети — німецької Фау-2.
- 1981 — в Італії заборонена діяльність усіх масонських лож і таємних товариств.
- 1990 — уперше перед будинком Київської міської ради поруч із державним прапором УРСР піднято національний синьо-жовтий прапор.
- 1991 — урочисте відкриття пам'ятної таблиці в Батурині в пам'ять про гетьмана Івана Мазепу.
- 2014 — Війна на сході України: було звільнено Лисичанськ.

## Народились
Дивись також Категорія:Народились 24 липня
- 1761 — Якуб Ясинський, польський військовий діяч, поет часів загибелі Речі Посполитої.
- 1783 — Сімон Болівар, лідер боротьби за незалежність іспанських колоній у Південній Америці.
- 1802 — Александр Дюма (батько), відомий французький письменник.
- 1803 — Адольф Шарль Адан, французький композитор, музичний критик. Найвідоміші його балети «Жізель» (1841) i «Корсар» (1856).
- 1823 — Едмон де ла Фонтен, люксембурзький юрист, поет, і автор пісень та етнографічних записок, відомий літературною творчістю люксембурзькою мовою; вважається національним поетом Люксембургу.
- 1833 — Петро Перемежко, український гістолог, професор. Першим зробив відкриття мітозу (незалежно від В. Флеммінга і В. Шляйхера).
- 1860 — Альфонс Муха, чеський художник, один з найвідоміших представників стилю «Арт Нуво».
- 1864 — Франк Ведекінд, німецький поет і драматург, попередник експресіонізму.
- 1867 — Едвард Фредерік Бенсон, англійський романіст, автор спогадів та біографій.
- 1897 — Амелія Ергарт, американська письменниця і пілот; перша жінка-пілот, яка перелетіла через Атлантичний океан.
- 1900 — Зельда Фіцджеральд, дружина американського письменника Френсіса Скотта Фіцджеральда, письменниця.
- 1905 — Анатоль Кудрик, український письменник, поет та журналіст — відомий у дорадянському Львові та в Західній діаспорі.
- 1907 — Василь Мисик, поет, перекладач. В'язень сталінських концтаборів.
- 1912 — Микола Гриценко, український, радянський актор театру і кіно («Анна Кареніна», «Ходіння по муках», «Земля Санникова», «Сімнадцять миттєвостей весни», «Ад'ютант його високоповажності»).
- 1912 — Степан Радіон, український журналіст, письменник, бібліограф.
- 1928 — Ігор Дмитренко, український фізик у галузі надпровідності та низькотемпературного матеріалознавства, академік.
- 1933 — Єжи Гарасимович, польський поет.
- 1945 — Володимир Мазур, український режисер, сценарист, актор та прозаїк.
- 1951 — Олександр Чорний, український журналіст, письменник, редактор, видавець, краєзнавець, фольклорист.
- 1951 — Катерина Штанко, українська художниця та письменниця.
- 1963 — Лілія Золотоноша, українська поетеса, юрист, журналіст, громадський діяч.
- 1967 — Дмитро Капранов та Віталій Капранов, українські видавці, письменники, публіцисти, громадські діячі.
- 1969 — Дженніфер Лопес, американська акторка та співачка.
- 1971 — Євгенія Чуприна, українська поетеса, письменниця та драматург.
- 1976 — Ярослава Бабич, українська поетеса.

## Померли
Дивись також Категорія:Померли 24 липня
- 969 — Велика київська княгиня Ольга, дружина князя Ігоря Рюриковича.
- 1198 — Бертольд Шульте, ікскюлльський єпископ.
- 1584 — Жерар Бальтазар, французький фанатик-католик, вбивця Вільгельма I Оранського (четвертований).
- 1910 — Архип Куїнджі, видатний український живописець-пейзажист і педагог грецького походження.
- 1927 — Рюноске Акутаґава, японський письменник.
- 1964 — Максим Рильський, український поет, перекладач, публіцист.
- 1980 — Антон Копинець, український письменник та журналіст.
- 1989 — Стефанія Бейлін, польська письменниця, перекладачка творів Андерсена.
- 2007 — Мірослав Нагач, польський письменник.
- 2016 — Орест Субтельний, канадський історик українського походження, пластун, автор праці «Мазепинці: український сепаратизм XVIII ст.» [Архівовано 3 березня 2017 у Wayback Machine.].